# Canda scutata
Canda scutata är en mossdjursart som beskrevs av Harmer 1926. Canda scutata ingår i släktet Canda och familjen Candidae. Inga underarter finns listade i Catalogue of Life.